# Bondade
Bondade é a qualidade correspondente a ser bom (bondoso), ou seja, a qualidade de manifestar satisfatoriamente alguma perfeição, ter ou fazer bem, que se pode aplicar a pessoas, coisas e situações. No comportamento humano, é um atributo marcado por características éticas, uma disposição agradável, uma preocupação e consideração pelos outros; a disposição permanente de uma pessoa em fazer o bem, neste sentido, tem também por sinônimo a benevolência, expressada também como gentileza e amabilidade. É considerada uma virtude e é reconhecido como um valor em muitas culturas e religiões (ver ética na religião). Ela já foi considerada também entre as sete virtudes clássicas na Idade Média ocidental.

## Formulações
Platão considera que para se efetivar a bondade, deve-se olhar ao modelo (paradeigma) da Ideia do Bem e dela participar, conforme a teoria das ideias. A filósofa Iris Murdoch, em sua ética das virtudes, considerou válida a proposta platônica de contemplação e visão em direção ao ideal máximo, analisando-a com conceitos da psicanálise em sua obra A Soberania do Bem, em que ela condicionaria o indivíduo e motivaria a sua prática.

No livro II de Retórica, Aristóteles define bondade como "ajuda a alguém necessitado, não em troca de nada, nem da vantagem do próprio ajudante, mas em prol da pessoa ajudada". Em sua Ética a Nicômaco ele elabora:
"Ora, se a função do homem é uma atividade da alma que segue ou implica um princípio racional, e se dizemos que "fulano de tal" e "um bom fulano de tal" possuem uma função que é a mesma em espécie, por exemplo uma lira e um bom tocador de lira, e, portanto, sem qualificação em todos os casos, a eminência em relação à bondade é acrescentada ao nome da função, pois a função de um tocador de lira é tocar a lira e aquela de um bom tocador de lira é fazê-lo bem: se esse é o caso, e afirmamos que a função do homem é um certo tipo de vida, e isso ser uma atividade ou ações da alma que implicam um princípio racional, e a função de um bom homem ser o bom e nobre desempenho destas, e se qualquer ação é bem executada quando é realizada de acordo com a excelência adequada: se for esse o caso, o bem humano passa a ser a atividade da alma de acordo com a virtude, e, se houver mais de uma virtude, de acordo com a melhor e mais completa. Mas a isso devemos acrescentar "em uma vida completa". Pois uma só andorinha não faz verão, nem um dia; e assim também um dia, ou pouco tempo, não faz um homem abençoado e de bom estado de espírito (eudaimon)."

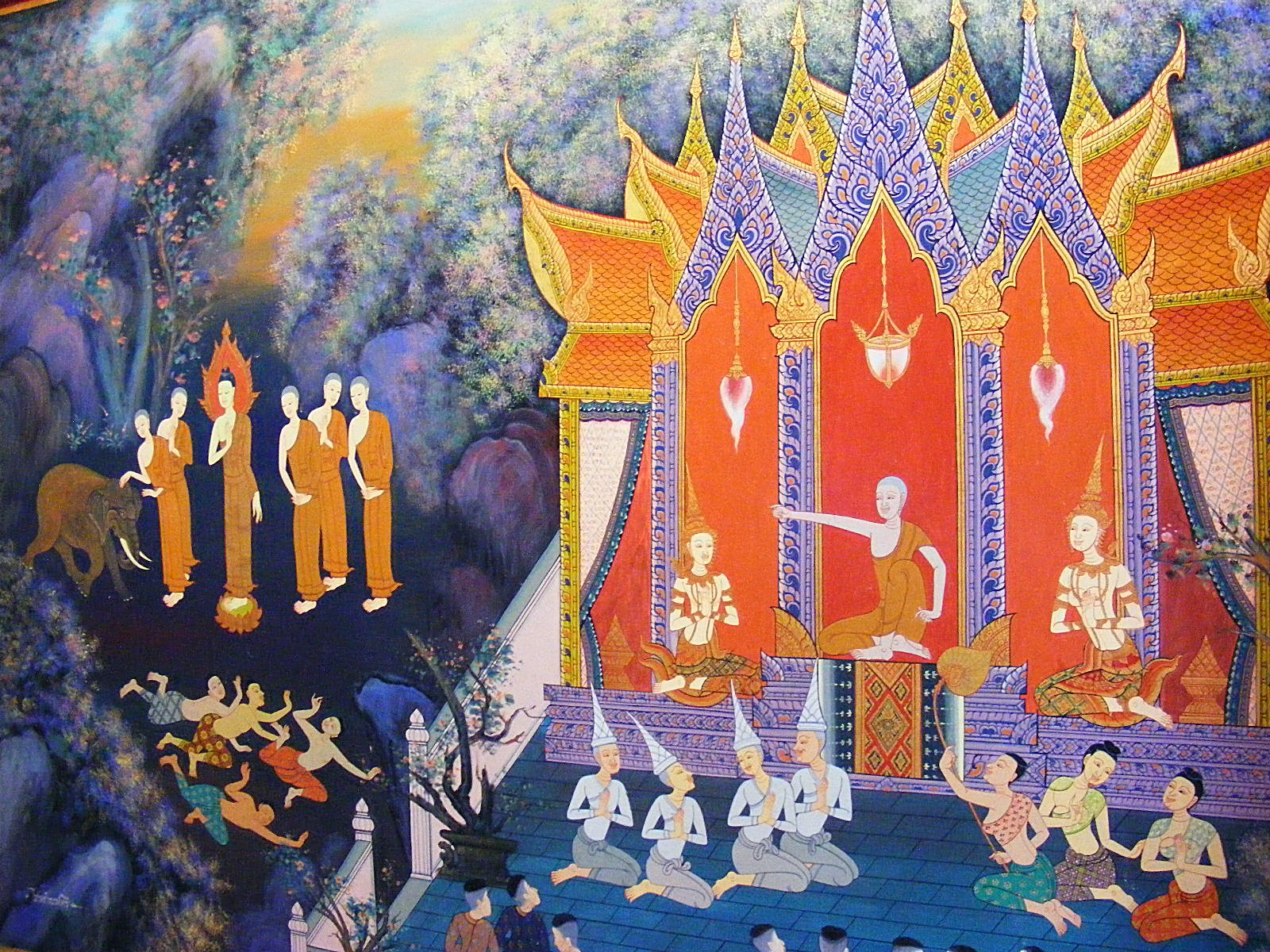
A bondade é uma virtude em muitas culturas e religiões. Representação da parábola do Buda e do elefante Nalagiri. Devadatta, com inveja de Buda e querendo prejudicá-lo, envia um elefante raivoso chamado Nalagiri para uma rua onde Buda e seus discípulos estão andando. Quando Nalagiri irado deles se aproxima, o Buda fazendo o sinal de Abhaya-mudrā, símbolo de paz e bondade, acalma Nalagiri. A parábola sugere que a bondade toca a todos. Os budistas chamam essa virtude de perfeição de bondade como Mettā, enquanto outras literaturas indianas se referem a maitrī (sânscrito: मैत्री).

No budismo, o modo de viver pelo Nobre Caminho Óctuplo é pautado por oito condicionamentos e condutas de retidão e bondade, incluindo "conduta correta", "fala correta" e "intenção correta". O termo maitrī (em sânscrito) ou mettā (páli), traduzido como "bondade amorosa", significa desejar a felicidade, a si mesmo e aos outros, e é uma motivação dos bodisatvas. Ela é uma das chamadas quatro "moradas divinas", junto de karuṇā (compaixão), alegria simpática (mudita) e equanimidade (upekkha).

Outras proposições notáveis incluem:
- A tábua acadiana chamada Conselhos da Sabedoria (c. 700 a.C.) registra: "Não devolva o mal ao homem que contesta com você, retribua com gentileza o seu malfeitor, mantenha justiça para com seu inimigo (...) Não deixe seu coração ser induzido a fazer o mal (...) Dê comida para comer, cerveja para beber, honre e vista àquele que implora por esmola; nisto o deus de um homem tem prazer, é agradável a Shamash, que o retribuirá com favor. Seja útil, faça o bem.”[9]

- O Tirukkural, uma antiga obra indiana sobre ética e moralidade, dedica um capítulo separado sobre bondade (capítulo 8, versículos 71 a 80), promovendo o valor em outros capítulos, como hospitalidade (versículos 81 a 90), pronunciar palavras agradáveis (versículos 91–100), compaixão (versículos 241–250), vegetarianismo moral (versículos 251–260), não-violência (versículos 311–320), não matar (versículos 321–330) e benignidade (versículos 571–580), entre outros.[10][11]
- Nietzsche considerava a bondade e o amor as "ervas e agentes mais curativos da relação humana".[12]
- Mark Twain, do ponto de vista da compaixão, considerou "a bondade [como] uma linguagem que os surdos podem ouvir e os cegos podem ver".[13]
- Foi sugerido que "a maior parte da obra de Shakespeare poderia ser considerada um estudo da bondade humana".[14]
- Robert Louis Stevenson considerou que 'a essência do amor é a bondade; e, de fato, pode ser melhor definida como bondade apaixonada: a bondade, por assim dizer, enlouquece e se torna importunada e violenta'.[15]
- Em Mateus 19:17 Jesus disse ao ser interrogado: 'Por que me perguntas sobre o que é bom?... Só há Um que é bom. Se queres entrar na vida, guarda os mandamentos."[16] O apóstolo cristão Paulo lista a bondade como um dos nove traços considerados o "fruto do Espírito"[17] em Gálatas 5:22. Em 1 Coríntios 13:4, ele afirma: "O amor é paciente, o amor é bondoso".[18]

## Psicologia
Com base em experimentos na Universidade de Yale, usando jogos com bebês, alguns estudos concluíram que a bondade é inerente aos seres humanos. Existem estudos semelhantes sobre a raiz da empatia na infância – o espelhamento motor se desenvolvendo nos primeiros meses de vida, levando (de maneira ideal) à preocupação fácil demonstrada pelas crianças por seus pares em perigo.
Barbara Taylor e Adam Phillips salientaram o elemento de realismo necessário na bondade adulta, bem como a forma como "a verdadeira bondade muda as pessoas ao se fazê-la, muitas vezes, de forma imprevisível".

### Na sociedade
Na escolha humana de parceiros, os estudos sugerem que homens e mulheres valorizam a bondade e a inteligência em seus futuros companheiros, juntamente com aparência física, atratividade, status social e idade.

#### Cara legal
Um "cara legal" é um termo informal e geralmente estereotipado para um homem adulto (geralmente jovem) que se mostra gentil, compassivo, sensível e/ou vulnerável. O termo é usado tanto positiva quanto negativamente. Quando usado de forma positiva, e particularmente quando usado como preferência ou descrição por outra pessoa, pretende-se implicar um homem que coloca as necessidades dos outros antes de si mesmo, evita confrontos, faz favores, dá apoio emocional, tenta ficar longe de problemas e geralmente age bem com os outros. No contexto de um relacionamento, também pode se referir a traços de honestidade, lealdade, romantismo, cortesia e respeito. Quando usado negativamente, um cara legal implica um homem que não é assertivo, não expressa seus verdadeiros sentimentos e, no contexto do namoro (no qual o termo é frequentemente usado), usa atos de amizade ostensiva com o objetivo não declarado de progredir para um relacionamento romântico ou sexual.